# دراکور
دراکور (به انگلیسی: DraCor) یک زیرساخت دیجیتال باز است که برای مطالعه محاسباتی نمایشنامه‌های اروپایی از دوران باستان یونانی-رومی تا قرن بیستم توسعه یافته است. این سامانه میزبان نمایشنامه‌هایی است که با فرمت TEI به زبان‌های مختلف کدگذاری شده‌اند و از روش‌های تطبیقی و محاسباتی در پژوهش‌های نمایشی پشتیبانی می‌کنند. تا سال ۲۰۲۵، این مجموعه شامل بیش از ۴۰۰۰ متن به بیش از ۲۰ زبان بود. داده‌های ارائه شده توسط دراکور به‌طور گسترده در پژوهش‌های علوم انسانی دیجیتال مورد استفاده قرار گرفته است.  این پروژه در سال ۲۰۲۲ جایزه راتز را برای نوآوری در TEI از کنسرسیوم مربوطه دریافت کرد. 

## نمای کلی
هدف دراکور ایجاد پیکره‌های ادبی نمایشی قابل اعتماد، قابل توسعه و قابل تعامل است. این پروژه بر مفهوم «پیکره‌های برنامه‌نویسی‌پذیر»  تأکید دارد، که در آن داده‌ها نه تنها قابل دسترسی هستند، بلکه برای تحلیل محاسباتی از طریق API و ادغام با سایر ابزارها نیز طراحی شده‌اند. این پلتفرم تلاش می‌کند تا به اصول داده‌های FAIR (قابلیت جستجو، دسترسی‌پذیری، قابلیت همکاری، قابلیت استفاده مجدد) پایبند باشد.

## ویژگی‌های کلیدی
- پیکره‌های چندزبانه: شامل پیکره‌های نمایشی به بیش از ۲۰ زبان، عمدتاً اروپایی، است.
- کدگذاری TEI: متن‌ها طبق دستورالعمل‌های TEI کدگذاری می‌شوند تا انسجام ساختاری و معنایی حفظ شود.
- دسترسی API: یک رابط برنامه‌نویسی کاربردی مستند برای دسترسی برنامه‌نویسی به متون و فراداده‌ها فراهم می‌کند.
- تجسم شبکه: نمودارهای شبکه‌ای را تولید می‌کند که نشان‌دهندهٔ هم‌رخدادی شخصیت‌ها در نمایشنامه‌ها هستند.
- دانلود داده‌ها: گزینه‌هایی برای دانلود زیرمجموعه‌هایی از متون، مانند سخنرانی‌ها یا دستورالعمل‌های صحنه، و همچنین داده‌های شبکه ارائه می‌دهد.
- دسترسی آزاد: داده‌ها برای تحقیقات و اهداف مرتبط به صورت آزاد در دسترس هستند.
- پیکره‌های برنامه‌نویسی‌پذیر: از ادغام با ابزارهای تحلیلی خارجی و زبان‌های برنامه‌نویسی پشتیبانی می‌کند، و رابط‌های برنامه‌نویسی کاربردی (API wrapper) برای پایتون (pydracor [۴]) و آر (rdracor [۵]) در دسترس هستند.

## پیکره‌ها
مجموعهٔ پیکره‌های دراکور به‌طور مداوم در حال رشد است و نمایشنامه‌هایی به زبان‌های فرانسوی، آلمانی، انگلیسی، روسی، اسپانیایی، هلندی، ایتالیایی، مجارستانی، سوئدی، لهستانی، اوکراینی، یونان باستان، لاتین و سایر زبان‌ها را پوشش می‌دهد. هر مجموعه توسط محققان مستقل یا گروه‌های پژوهشی  گردآوری شده و فراداده‌های غنی را در کنار متون کدگذاری شده با TEI ارائه می‌دهد که از تحلیل ساختارهای دراماتیک، تعاملات شخصیت‌ها و موضوعات مرتبط پشتیبانی می‌کند.

## ابزارها و کاربردها
پلتفرم دراکور شامل ابزارهای تجسم اولیه، به ویژه برای تجزیه و تحلیل شبکه است. همچنین از دسترسی برنامه‌نویسی‌شده به پیکره‌ها پشتیبانی می‌کند و امکان ادغام در گردش‌های کاری تحقیقات محاسباتی را فراهم می‌کند. این امر انواع مختلف تحلیل‌ها را تسهیل می‌کند، از جمله:
- تحلیل کمی متن
- تحلیل شبکه‌های اجتماعی شخصیت‌ها
- مطالعات استایلومتری
- تحلیل تطبیقی نمایشنامه‌ها در زبان‌های مختلف

## جامعه، توسعه، تأثیر
دراکور از طریق همکاری بین محققان چندین مؤسسه توسعه یافته است. این سایت توسط تیم‌هایی در دانشگاه آزاد برلین و دانشگاه پوتسدام نگهداری می‌شود. به عنوان یک پروژه متن‌باز، این پروژه به‌طور فعال مشارکت جامعه و دریافت بازخورد را تشویق می‌کند.